# Жінка (фільм, 1932)
«Жінка» — радянський чорно-білий художній фільм 1932 року режисерів Юхима Дзигана і Бориса Шрейбера про сільських жінок в роки колективізації, в якому режисери «зробили спробу простежити становлення характеру селянки, яка прагне зайняти положення нарівні з чоловіком».

## Сюжет
Початок 1930-х років, в одному з далеких сіл створюється колгосп, ламаючи породжений віковою відсталістю старовинний уклад. Фільм починається зі сцени, в якій чоловіки здивовано дивляться вдалину, де з-за обрію з'являється трактор, і трактористка Анька, яку родичі дорікають в ідейності і відходу від патріархальних цінностей. Молода селянка Машка теж хоче взяти в свої руки керування трактором і своєю долею — але взятий нею без дозволу перший в селі трактор залишається цілим лише завдяки Аньці, що встигла зреагувати. Під глузування односельчан Машка йде влаштовуватися на роботу в тракторну бригаду, але її беруть тільки кухаркою. Але вона не здається — і краде з гаража підручники з механізації, щоб вивчитися і довести трактористам, що і вона не гірше за них. На допомогу приходить голова колгоспу Петрович — жінка керівник, яка доручає старій вдові Уляні, яка з спочатку зі злістю дивиться на зміну села, створити в селі ясла, щоб Машка і інші дівчата могли залишити на час роботи маленьких дітей. Незважаючи на погрози, а потім і побиття чоловіка, який спалює підручники з механізації, які на його думку відволікають дружину від ведення господарства і нагляду за дітьми, Машка не збирається відступитися від мети. Працюючи кухаркою в тракторній бригаді, Машка отримує доступ до трактора і досконально його вивчає, і коли в один момент механізатори опиняються не в змозі полагодити трактор, що зламався, — з легкістю усуває поломку. Вбачаючи в ній здатності до механізації, її переводять в ремонтну майстерню МТС, але там вона зазнає приниження і постійні причіпки від механіка і його помічника. Якось майстер, бажаючи розважити друзів, вирішує пожартувати над бабою, що «лізе не в свою справу»: наказує Машці подати деталь з горна, знаючи, що та ще не охолола. Нічого не підозрюючи, Машка дістає деталь, і обличчя її спотворюється від сильного болю — під загальний сміх механізаторів, який відразу ж затихає — Машка не пускає розпечену деталь, а тримаючи її в руках, зі словами «На, візьми», повільно прямує до майстра, що тікає, — адже той сам хотів, щоб вона дала йому.

## У ролях
- Раїса Єсіпова —  Машка
- Любов Мозалевська —  Уляна
- Тетяна Сукова —  Петрович
- Віра Бендіна —  Анька
- В. Стукаченко —  директор МТС
- Валентин Піонтковський — майстер МТС
- Павло Молчанов —  агроном
- Юхим Ніколаєв —  Степан
- Сергій Ланговой —  чоловік Машки

## Знімальна група
- Режисери — Юхим Дзиган, Борис Шрейбер
- Сценарист — Іван Іванов
- Оператор — Наум Наумов-Страж
- Художник — Роберт Федор